# 阿尔泰讷和托
阿尔泰讷和托（法語：Hartennes-et-Taux，法語發音：[aʁtɛn e to]）是法国上法蘭西大區埃纳省的一个市镇，属于苏瓦松区。

## 地理
阿尔泰讷和托（49°16'18"N, 3°21'11"E）面积6.31 平方千米，位于法国上法蘭西大區埃纳省，该省份为法国北部内陆省份，北起北部省，西接索姆省和瓦兹省，东临阿登省和马恩省，西南至塞纳-马恩省，东北部与比利时接壤。
与阿尔泰讷和托接壤的市镇（或旧市镇、城区）包括：比藏西、沙克里斯、德鲁瓦济、洛努瓦、帕尔西和蒂尼、大罗祖瓦、维勒蒙图瓦尔。

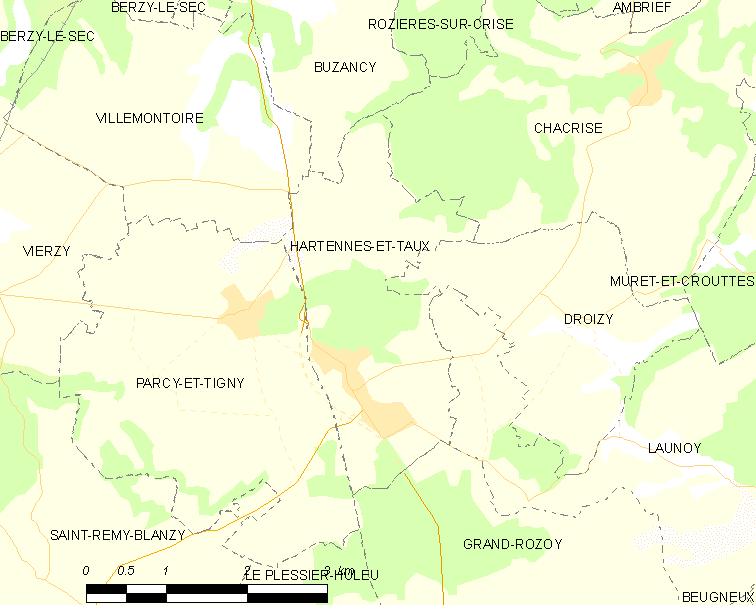
阿尔泰讷和托的OSM定位图

阿尔泰讷和托的时区为UTC+01:00、UTC+02:00（夏令时）。

## 行政
阿尔泰讷和托的邮政编码为02210，INSEE市镇编码为02372。

## 政治
阿尔泰讷和托所属的省级选区为维莱科特雷县。

## 人口

1962-2008年间阿尔泰讷和托人口变化图示

阿尔泰讷和托于2022年1月1日时的人口数量为341人。